# 横倉裕
横倉 裕（よこくら ゆたか、1956年6月26日 - ）は東京都出身の歌手、キーボーディスト、作曲家、編曲家、音楽プロデューサー、レコーディング・エンジニア。YUTAKA（ユタカ）の名前で初めて日本人がGRPレコードと契約した音楽家である。

## 経歴
成蹊高等学校在学中にセルジオ・メンデスに影響されたボサノヴァ・テイストの音楽性を持つバンド、ザ・マザーズ・ウォーリーを結成。1970年に第4回全日本ヤマハ・ライト・ミュージック・コンテストのフォークミュージック部門で1位に輝く。楽曲「Just After The Rain」。ヴォーカル杉山美奈子、ギター桜井敏夫、ベース風早竜也、ドラムス坂梨公彦、パーカッション公森和郎。
その後ザ・マザーズ・ウォーリーはNOVOとして活動開始。キーボード、ヴォーカル横倉裕、ヴォーカル藤川あおい、ベース大木秀康、ドラムス清水薫、パーカッション安井克己の5人。1973年にシングル「愛を育てる」（村井邦彦・作曲、山上路夫・作詞）でキングレコードからデビュー。この曲は元々旭化成の同名CMに使われていたもの。NOVOは2枚のシングル盤を残し活動停止・解散。その後は、アメリカでの事業展開を模索していた村井邦彦を頼り、単身渡米、カリフォルニア州立大学ロングビーチ校に入学。その後、セルジオ・メンデスやデイヴ・グルーシンに師事。1977年に笠井紀美子のアルバム『Tokyo Special』に楽曲を提供。
1978年にデビュー・アルバム『Love Light』をデイヴ・グルーシンとラリー・ローゼンのプロデュースにより発表。オリジナルは日本のアルファレコードより発売。後にアルファ・アメリカよりアメリカで発売。タイトルチューンの『Love Light』はパティ・オースティンと歌唱。『Love Light』はロサンゼルスだけで1週間に2万枚売れた。
1980年に増尾好秋のアルバム『The Song is You And Me』に参加、楽曲を提供。1981年にグレッグ・フィリンゲインズの『Significant Gains』でアレンジを担当。
1988年に日本人として初めてデイヴ・グルーシンのGRPレコードと契約、『YUTAKA』を発表。本作より自ら琴を演奏し始める。同アルバムはラジオ&レコーズのジャズ・フュージョン部門のチャートで最高4位を記録した。以降GRPレコードから『Brazasia』『Another Sun』含む計3作のアルバムを発表。これらのアルバムには西海岸のトップレベルのスタジオ・ミュージシャンが参加している。
1990年代半ば以後はソロ活動を控え、カリフォルニア州アルハンブラ市に開設した自己のスタジオVisual Rhythm Recording Studioにて、音楽プロデューサー、編曲家、レコーディング・エンジニアとして活動。1990年代後半からはアメリカの様々なアーティストが『Love Light』の楽曲サンプルを使うようになっている。特に有名なものは「Evening Star」のイントロを使ったジル・スコットの「Fool's Gold」(2015)。
2006年以降は、別名カルロス・“ユタカ”・デル・ロザリオ（Carlos "Yutaka" Del Rosario）でセルジオ・メンデスのバック・ミュージシャンとして活動、来日公演を数度行っている。2012年に、NOVOのシングル4曲と2003年に発掘された当時の未発表音源、新録音2曲を追加したアルバム「The Love Is There - Novo Complete Works」を発表。1973年当時の英語の曲は、横須賀の米軍基地でスカウトしたアメリカ人女性、ダイアン・シルバーソンが歌っている。

## ディスコグラフィ
| 発表年 | タイトル                           | レーベル |
| ------ | ---------------------------------- | -------- |
| 1973   | You Are The Sea / 愛を育てる       | King     |
| 1973   | 白い森 / この星の上で              | King     |
| 1978   | Love Light                         | Alfa     |
| 1988   | Yutaka                             | GRP      |
| 1990   | Brazasia                           | GRP      |
| 1993   | Another Sun                        | GRP      |
| 2003   | Novo Complete                      | King     |
| 2012   | Love Is There, Novo Complete Works | Solid    |

## アレンジメント・ワーク
| 発表年 | アルバムタイトル / アーティスト         | レーベル                  |
| ------ | --------------------------------------- | ------------------------- |
| 1980   | The Song Is You And Me / 増尾好秋       | King                      |
| 1981   | Significant Gains / Greg Phillinganes   | Planet                    |
| 1986   | De Novo / L.A.Transit                   | Denon                     |
| 1989   | Ilha Dos Frades / Velas                 | Canyon                    |
| 1989   | The Woman In Me / 藤田朋子              | Canyon                    |
| 1991   | Self Tittled / Kevyn Lettau             | Nova                      |
| 1992   | Intuition / Pauline Wilson              | Canyon                    |
| 1994   | Forbidden Fruit / Marion Meadows        | Novus                     |
| 1995   | Universal Language / Kevyn Lettau       | JVC, Synergy              |
| 1997   | The Body Remembers / Lorraine Feather   | Bean Bag                  |
| 1998   | The Language Of Flowers / Kevyn Lettau  | Victor                    |
| 2000   | Show Me The Way / Chad Borja            | Warner(Philippines)       |
| 2003   | Speak No Evil / Flora Purim             | Narada Jazz               |
| 2005   | Stand by Me / Ray Brown Jr.             | Sing Man                  |
| 2013   | Ikaw Lang, Sa Habang Buhay / Chad Borja | Viva, Warner(Philippines) |